# Torre Le Nocelle
Torre Le Nocelle ist eine italienische Gemeinde mit 1222 Einwohnern (Stand 31. Dezember 2023) in der Provinz Avellino in der Region Kampanien. 

## Geografie
Die Nachbargemeinden sind  Mirabella Eclano, Montemiletto, Pietradefusi, Taurasi und Venticano.